# 查里·辛克
查尔斯·塔道·辛克（Charles Tadao Zink，1979年8月26日—出生于加利福尼亚州卡迈克尔）是美国职棒大联盟波士顿红袜的投手。他和红袜队的提姆·韦克菲尔德一样，是联盟中少数蝴蝶球投手之一。

## 职业生涯
2002年辛克和波士顿红袜签约。2003年辛克获得了萨拉索塔红袜年度最佳投手的荣誉，当年他在球队总共投了136局，防御率3.90。2005年辛克在2A的波特兰海狗和3A的波塔基特红袜总共投出10胜8败的成绩。
2007年辛克从3A出发，但5月21日被送到了2A的海狗队。他在2A投出9胜3败、防御率3.98的成绩，之后于8月3日回到3A。
2008年8月12日，辛克完成了他在大联盟的首次亮相。在对德州游骑兵的比赛中，辛克主投4又1/3局，被击出11支安打，掉了8分自责分。这场比赛辛克无关胜败，红袜最终以19比17战胜对手，辛克也在比赛结束之后重新回到小联盟。

## 荣誉
- 2008年 国际联盟最有价值投手[2]